# Samantha Lang
Pour les articles homonymes, voir Lang.
Samantha Lang est une réalisatrice et scénariste britannique, née le 8 décembre 1967 à Londres.

## Filmographie

### Réalisatrice
- 1993 : God's Bones (court métrage)
- 1995 : Audacious, également scénariste (court métrage)
- 1995 : Out (court métrage)
- 1996 : Twisted Tales, série télévisée (épisode 1x07 Third Party)
- 1997 : Le Puits (The Well)
- 2000 : Cercle intime (The Monkey's Mask)
- 2002 : L'Idole (The Idol), également scénariste
- 2009 : All Saints, série télévisée (épisode 12x03 Day One)
- 2009-2011 : My Place, série télévisée (5 épisodes)
- 2013 : Packed to the Rafters, série télévisée (2 épisodes)
- 2014 : The Killing Field
- 2014 : Carlotta
- 2019 : It All Started With a Stale Sandwich

### Assistante de réalisation
- 1994 : Fuckwit de Daniel Krige (court métrage)